# NEC PC 9801 F
NEC PC 9801 F (PC 9801 F) је кућни рачунар фирме NEC који је почео да се производи у Јапану током 1983. године.
Користио је i8086-2 микропроцесорску јединицу а RAM меморија рачунара је имала капацитет од 128 kb (до 640 kb). 
Као оперативни систем кориштен је MS-DOS , N88-Disk Basic (проширени Бејсик са подршком дискетне јединице).

## Детаљни подаци
Детаљнији подаци о рачунару PC 9801 F су дати у табели испод.
|                       |                                                                                         |
| [ 1 ]                 |                                                                                         |
| Произвођач            |                                                                                         |
| Тип                   | кућни рачунар                                                                           |
| Меморија              | 128 (до 640 )                                                                           |
| Поријекло             | Јапан                                                                                   |
| Година                | 1983                                                                                    |
| Тастатура             | тастатура са пуним помаком тастера са одвојеном нумеричком тастатуром, и тастери смјера |
| Процесор              |                                                                                         |
| Фреквенција процесора | 8 или 5                                                                                 |
| RAM                   | 128 (до 640 )                                                                           |
| ROM                   | N88-Basic + Кањи знакови                                                                |
| Текст                 | 80x25 , 40 x 25 , 80 x 20 , 40 x 20                                                     |
| Графика               | 640 x 400 са 8 боја. 2 виртуелна екрана                                                 |
| Боја                  | 16                                                                                      |
| Звук                  | један канал, мали звучник. Уграђени унутрашњи звучник.                                  |
| Димензије             | непознато                                                                               |
| Портови               |                                                                                         |
| Оперативни систем     | (проширени Бејсик са подршком дискетне јединице)                                        |